# 安德烈亚·巴索
安德烈亚·巴索（義大利語：Andrea Basso；1993年10月8日—）是一位意大利男職業網球運動員，個人單打最高排名為301名，在2018年4月23日取得，而雙打最高排名則在2017年9月18排503名。
2019年意大利公开赛，他成功取得外卡首次參加ATP巡迴賽會內賽。

## 外部連結
- 安德烈亚·巴索（英文/西班牙文）的官方資料